# Серхіо Аррібас
Серхіо Аррібас Кальво (ісп. Sergio Arribas Cálvo; 30 вересня 2001, Мадрид) — іспанський футболіст, атакувальний півзахисник клубу «Реал Мадрид».

## Клубна кар'єра
Уродженець Мадрида Аррібас починав займатися футболом у команді «Перес Гальдос». У 2012 році, після двох років в академії «Леганеса», перейшов у систему мадридського «Реала», пройшов юнацькі команди різного віку. 25 серпня 2020 року разом з юнацькою командою «бланкос» до 19 років став переможцем Юнацької ліги УЄФА, обігравши у фіналі однолітків з португальської «Бенфіки».
З сезону 2020/21 приєднався до «Кастільї», резервної команди під керівництвом Рауля. Свій перший гол за фарм-клуб забив 29 листопада 2020 року у виїзному матчі Сегунди Б — група 5 проти «Побленсе» (2:2), дозволивши тим самим уникнути поразки своїй команді.
20 вересня дебютував за першу команду «Реала» в Прімері, вийшовши на заміну на 90-й хвилині замість Вінісіуса Жуніора в матчі проти клубу «Реал Сосьєдад» (0:0). Дебютував у груповому етапі Ліги чемпіонів УЄФА у матчі-відповіді проти менхенгладбаської «Боруссії» (2:0).
8 лютого 2023 року в півфінальному матчі Клубного чемпіонату світу 2022 року у Марокко Аррібас вийшов на поле замість Вінісіуса Жуніора на останніх хвилинах компенсованого часу і відзначився першим забитим м'ячем за основну команду «вершкових», ставши таким чином наймолодшим автором голу за «Реал» на цьому турнірі у XXI столітті (оновивши у цьому ж матчі короткочасні рекорди Вінісіуса та Родріго).

## Досягнення
- Переможець Юнацької ліги УЄФА: 2019/20
- Переможець Клубного чемпіонату світу: 2022